# Philip M. Parker
Philip M. Parker (* 20. Juni 1960) ist ein US-amerikanischer Wirtschaftswissenschaftler. Er ist Professor an der Wirtschaftshochschule Insead und der University of California, San Diego.

## Werk
Parker erlangte Master-Abschlüsse an der Universität Aix-Marseille in Finanzen und Banken und an der Wharton School der University of Pennsylvania für Management. Er promovierte an der Wharton School in Betriebswirtschaftslehre. Hiernach hielt er weltweit Kurse ab. Seine Studien sind von der Auffassung geprägt, dass naturwissenschaftliche Erkenntnisse direkt in mikro- und makroökonomische Modelle integriert werden sollten. Basierend auf der Grundidee, dass Verbraucherverhalten und Konsum physikalischen Gesetzen folgen, verfasste er selbst zu dem Thema sechs Bücher, unter anderem Physioeconomics: The Basis for Long-Run Economic Growth (MIT Press, 2000).
Parker wurde durch sein Patent bekannt, mit dem er mittels einer Software automatisch Bücher erstellen lassen kann. Durch die Software ist es ihm möglich, Bücher basierend auf einer Vorlage zu produzieren, die Daten aus öffentlich verfügbaren Quellen enthält. Dabei können beliebig viele unterschiedliche Themen abgedeckt werden, für die es in einer großen Auflage keinen Markt gibt. So wies der Internetbuchhändler Amazon.com am 4. September 2010 107.183 Bücher von Philip M. Parker nach; im Januar 2013 beliefen sich die Buchpublikationen laut Parkers Aussage auf 1.000.050 Bücher. Die Bücher werden online verkauft; gedruckt werden sie erst auf Bestellung eines Papierexemplars im Book-on-Demand-Verfahren.